# Spinoppia magniserrata
Spinoppia magniserrata är en kvalsterart som beskrevs av Harold G. Higgins och Tyler A. Woolley 1966. Spinoppia magniserrata ingår i släktet Spinoppia och familjen Oribatulidae. Inga underarter finns listade i Catalogue of Life.